# Liste der Naturdenkmale in Freimersheim (Rheinhessen)
Die Liste der Naturdenkmale in Freimersheim nennt die im Gemeindegebiet von Freimersheim ausgewiesenen Naturdenkmale (Stand 17. Februar 2024).

## Naturdenkmale
| Nr.         | Bezeichnung | Lage                       | Beschreibung  | Bild                                    |
| ----------- | ----------- | -------------------------- | ------------- | --------------------------------------- |
| ND-7331-426 | Stieleiche  | Pfarrgasse, bei Nr. 5 Lage | Quercus robur | Direkt Bild zu diesem Denkmal hochladen |

## Ehemalige Naturdenkmale
| Nr. | Bezeichnung                           | Lage                       | Beschreibung                                                          | Bild                                    |
| --- | ------------------------------------- | -------------------------- | --------------------------------------------------------------------- | --------------------------------------- |
|     | Baumgruppe an der katholischen Kirche | Pfarrgasse, bei Nr. 9 Lage | Ulmus sp. und Quercus sp., mehrere Bäume; Rechtsverordnung aufgehoben | Direkt Bild zu diesem Denkmal hochladen |